# 秋元啓一
秋元 啓一（あきもと けいいち 、1930年3月2日 - 1979年6月27日）は、日本のカメラマン。
元朝日新聞のカメラマン。作家の開高健と共にベトナム戦争へ特派された。

## 略歴
- 1951年 - 東京工業専門学校（現：千葉大学工学部）写真工業科卒業
- 1952年 - 朝日新聞出版局出版写真部入社。
- 1964年 - 11月中旬、開高健とともに戦時下のベトナムへ出発した[1]。
- 1965年
  - 『週刊朝日』1月8日号から3月5日号にかけて、ルポルタージュ「南ヴェトナム報告」が連載される。開高、秋元の二人は戦場で孤立し連絡が途絶えたことをきっかけとして、お互いに顔写真「ラスト・ピクチャー」を撮影した。
  - 2月24日、帰国[1]。写真を撮り合った日をお互いの「命日」として毎年酒を酌み交わしていた[2]。
  - 3月 - 開高との共著『ベトナム戦記』が刊行。
  - 6月1日 - 日本写真協会の『日本写真年報 1965年版』が刊行。同書が組んだ特集「戦火のベトナム」に秋元と岡村昭彦の写真が使われた[3]。
- 1977年 - 同社出版社写真部長[4]

## 代表作
- 「銃殺－ある高校生の死（1965年1月29日、週刊朝日）
  - ベトナム戦争当時、ベトコンの疑いで捕まった高校生が公開で銃殺刑に処せられる様子を撮った作品。

## 出版
- 『ベトナム戦記』（写真、朝日新聞社、1965年）
- 『フィッシュ・オン』（写真、朝日新聞社、1971年）